# Suché Brezovo
Suché Brezovo je obec v okrese Veľký Krtíš v Banskobystrickém kraji na Slovensku. Leží v jihovýchodní části Krupinské planiny přibližně 15 km severně od okresního města. Žije zde 94 obyvatel.
První písemná zmínka o obci pochází z roku 1573. V obci se nachází jednolodní evangelický kostel s představěnou věží z roku 1861 a soubor památkově chráněných lidových domů postavených na obdélníkovém půdorysu.
V katastrálním území obce je 3 metry dlouhá jeskyně (ve slepenci) zvaná Prieláč.